# Viegasella pulchella
Viegasella pulchella är en svampart som först beskrevs av Speg., och fick sitt nu gällande namn av Inácio & P.F. Cannon 2003. Viegasella pulchella ingår i släktet Viegasella och familjen Parmulariaceae.   Inga underarter finns listade i Catalogue of Life.